# Asso (Turchia)
Asso (in turco Behramkale) è una cittadina turca ricca di storia: vi visse Aristotele per un anno e fu visitata da Paolo di Tarso.
Fu fondata nell'VIII secolo a.C. da coloni dell'isola di Lesbo, che vi costruirono il tempio di Atena nel 530 a.C..
Ermia di Atarneo, un allievo di Platone, regnò su Asso, sulla Troade e su Lesbo in un periodo nel quale la città godette di grande prosperità. Egli vi invitò, nel 347 a.C. Aristotele, che vi sposò sua nipote Pizia. Il periodo d'oro di Asso finì quando la città fu conquistata dai Persiani, che uccisero Ermia.
Dopo la conquista di Alessandro Magno la città fece parte, dal 241 al 133 a.C., del regno di Pergamo.
L'apostolo Paolo la visitò durante il suo terzo viaggio in Asia Minore, fra il 53 e il 57, sulla via di Lesbo. Dopo questo periodo, Asso si trasformò in un piccolo villaggio e tale è rimasto.
Su di un colle circondato di ulivi sorgono le rovine del tempio di Atena, di stile dorico, contornato dai ruderi delle mura della città, e l'antica necropoli. Vicina, del XIV secolo, è la moschea ottomana. Dal colle si ammira una spettacolare veduta del mar Egeo e dell'isola di Lesbo.
Nel 2022 è stata scoperta una fontana risalente a 2200 anni fa.